# The Show Down
The Show Down er en amerikansk stumfilm fra 1917 af Lynn Reynolds.

## Medvirkende
- Myrtle Gonzalez som Lydia Benson
- George Hernandez som John Benson
- Arthur Hoyt som Oliver North
- George Chesebro som Robert Curtis
- Edward Cecil som Langdon Curtis